# Fernando Serena
Fernando Rodríguez Serena (Madrid, 1941. január 28. – 2018. október 15.) válogatott spanyol labdarúgó, középpályás.

## Pályafutása

### Klubcsapatban
A Real Madrid korosztályos csapatában kezdte a labdarúgást. 1960–61-ben a Real fiókcsapatában a Plus Ultrában játszott. 1961 és 1968 között a Real Madrid játékosa volt. 1961 és 1963 között kölcsönben szerepelt az Osasuna színeiben. A Real Madriddal négy bajnoki címet és egy BEK-győzelmet ért el. 1968 és 1970 között az Elche, 1970 és 1976 között a Sant Andreu labdarúgója volt.

### A válogatottban
1968-ban egy alkalommal szerepelt a spanyol válogatottban.

## Sikerei, díjai
Real Madrid
- Spanyol bajnokság
  - bajnok (4): 1963–64, 1964–65, 1966–67, 1967–68
- Bajnokcsapatok Európa-kupája (BEK)
  - győztes: 1965–66